# Estereotipos LGBT
Los estereotipos LGBT son estereotipos sobre las personas lesbianas, gays, bisexuales y transgénero (LGBT). Los estereotipos son generalizaciones, opiniones o imágenes convencionales basadas en fórmulas basadas en las orientaciones sexuales o identidades de género de las personas LGBT. Las percepciones estereotipadas pueden adquirirse a través de interacciones con padres, maestros, compañeros y medios de comunicación, o, de manera más general, a través de una falta de familiaridad de primera mano, lo que resulta en una mayor dependencia de las generalizaciones.
Los estereotipos negativos a menudo se asocian con la homofobia, la lesbofobia, la bifobia o la transfobia. También existen estereotipos positivos o contraestereotipos.